# Pycnoschema simplicicolle
Pycnoschema simplicicolle är en skalbaggsart som beskrevs av Hermann Julius Kolbe 1905. Pycnoschema simplicicolle ingår i släktet Pycnoschema och familjen Dynastidae. Inga underarter finns listade i Catalogue of Life.